# 党民学校
党民学校，位于中国广东省湛江市湛江东山镇东山圩，为湛江市的一个市、县级文物保护单位，类型为古建筑，公布时间为1991年6月20日。
党民学校的历史年代为清代。